# Gmina Oborniki Śląskie
Gmina Oborniki Śląskie je polská městsko-vesnická gmina v okrese Trzebnica v Dolnoslezském vojvodství. Sídlem gminy je město Oborniki Śląskie. V roce 2020 zde žilo 20 287 obyvatel.
Gmina má rozlohu 154,3 km² a zabírá 15,0 % rozlohy okresu. Skládá se z 23 starostenství.

## Části gminy
Starostenství
Bagno, Borkowice, Golędzinów, Jary, Kotowice, Kowale, Kuraszków, Lubnów, Morzęcin Mały, Morzęcin Wielki, Osola, Osolin, Paniowice, Pęgów, Piekary, Przecławice, Raków, Rościsławice, Siemianice, Uraz, Wielka Lipa, Wilczyn, Zajączków